# Синій хрест (хімічна зброя)
Си́ній хрест (нім. Blaukreuz, Blaukreuzkampfstoffe) — маркування на німецьких хімічних снарядах періоду Першої світової війни, які містили суміші на основі отруйних речовин, що спричинюють кашель і чхання — стернітів. До типових стернітів належать дифенілхлороарсин (німецьке позначення Clark I), дифенілціаноарсин (Clark II) й адамсит.
Такі речовини могли проникати крізь протигаз, спричинюючи нестримне чхання та блювоту, і змушували солдатів знімати захист, внаслідок чого ті отримувати пряме ураження від хмари хімічної зброї. На основі цього зброя «синій хрест» нерідко комбінувалася зі снарядами задушливої дії «зелений хрест», а також уламковою дією.
Перше застосування зброї на основі дифенілхлороарсину із уламковою дією відбулося у ніч з 10 на 11 липня 1917 року проти військ Великої Британії поблизу Ньївпорта (Бельгія). У травні 1918 був введений у дію дифенілціаноарсин, а в липні того ж року — N-етилкарбазол.
Типовий склад снаряду «синій хрест» базувався на дифенілхлороарсині із можливим додаванням N-етилкарбазолу (не більше, ніж 1:1) та фенілдихлороарсином як розчинником.